# 疫苗抽獎
疫苗抽獎是由政府、企業、或其他民間組織，為了推廣市民注射疫苗，而設的抽獎活動。

## 世界各地的疫苗抽獎

### 香港
為鼓勵香港市民接種疫苗，香港機場管理局於2021年5月尾宣佈將舉辦抽獎活動，供9月底前已完成接種疫苗的市民及機場員工參與，並將送出合共6萬張機票予得獎者（當中5萬張送予一般市民）。隨後，信和集團轄下黃廷方慈善基金及華人置業集團，亦推出類似抽獎，當中頭獎為旗下觀塘凱匯的一個單位，另外其他得獎者亦可獲得信用卡簽賬額。當上述抽獎推出後，預約接種疫苗人數隨即上升至25,600人，較上一日增加5,400人（即大約增加27%），而政府亦表示歡迎各商戶的同類舉措，以增加市民接種疫苗的積極性。
2021年6月15日，信和集團轄下黃廷方慈善基金及華人置業集團舉辦的抽獎活動登記網站開通。

### 中國大陸
在上海市各区、街道为吸引民众接种疫苗，推出一系列鼓励措施，在社交媒体上引发讨论。措施包括赠送礼品、赠送代金券、抽奖等，抽奖奖品价值最高可达8000元人民币。虹口区邀请当地女子偶像团体SNH48为接种的民众赠送盖章，上海迪士尼度假区为接种民众提供免费门票，上海梅赛德斯-奔驰文化中心也为接种民众提供演唱会门票、签名海报等礼品。

### 美國
2021年5月27日，美國加州州政府宣布名為「打疫苗就贏」（Vax for the Win）的疫苗接種抽獎活動，其中最大特獎150萬美元，共10名，頭獎5萬美元，共30名，普獎為50美元現金或禮券，名額共200萬名。住在加州、年滿12歲且至少接種過一劑疫苗的居民均可參加抽獎活動。

## 批評
香港中文大學生命倫理學中心總監區結成認為，疫苗抽獎的「誘因太大」，容易導致一些身體狀況不宜接種疫苗的人士，為了抽獎而隱瞞病歷。